# Shoppen & Ficken
Shoppen & Ficken (englisch Shopping and Fucking) ist eine Theaterkomödie des Briten Mark Ravenhill aus dem Jahr 1996. Das Stück ist Teil der britischen Strömung des In-Yer-Face-Theaters.
Erzählt wird die Geschichte von vier jungen Menschen (Mark, Robbie, Lulu und Gary), die einer Welt ohne Mitleid und Orientierung ausgeliefert sind, und kritisiert die kapitalistische Welt, in der Menschen Waren sind wie alles andere, und die Macht des Geldes es ermöglicht, den eigenen Tod in Szene zu setzen. Aspekte des Konsumverhaltens und der Sexualität, die in der Populärkultur weit verbreitet sind, tauchen in dem Stück immer wieder auf: Drogen, Ladendiebstahl, Telefonsex, Prostitution, Analsex und Oralsex im Londoner Kaufhaus Harvey Nichols, Liebe, Bisexualität und Homosexualität. Die Figuren Mark, Robbie und Gary gelten dabei als klassische Verkörperung des homosexuellen Untergrunds. Das erste abendfüllende Stück des Autors wurde im Oktober 1996 im Londoner Royal Court Theatre uraufgeführt.
Die Aufführungsrechte der deutschen Fassung liegen beim Rowohlt Theater Verlag, Reinbek.
In französischer Sprache ist das Stück  beim Verlag Les Solitaires intempestifs in einer Übersetzung von Jean-Marc Lanteri erschienen.